# Чаваньга (село)
Чаваньга — село в Терском районе Мурманской области. Входит в сельское поселение Варзуга. Население — 134 жителя (2002); 87 жителей (2010).

## География
Расстояние от районного центра 165 км. Труднодоступный населенный пункт. Сообщение с другими населёнными пунктами осуществляется воздушным транспортом, из Мурманска ходит рейсовый теплоход «Клавдия Еланская». Расположено на берегу реки Чаваньга, при впадении её в Белое море. В селе рыболовецкий колхоз.
Лесные пожары
Включено в перечень населенных пунктов Мурманской области, подверженных угрозе лесных пожаров.

## История
Село известно с середины XVII века как поселение для ловли сёмги Соловецкого монастыря. В 1863 году на средства сельчан в Чаваньге была построена церковь во имя святого Архистратига Божия Михаила, заступника небесного.
В 1915 году в Чаваньге насчитывалось 278 человек. В 1937 году с церкви сняли крест, сбросили колокола, здание переоборудовали под жилье. Рядом с селом разрабатывались месторождения аметиста.

## Население
| 2002 | 2010 |
| ---- | ---- |
| 115  | ↘87  |

Численность населения, проживающего на территории населённого пункта, по данным Всероссийской переписи населения 2010 года составляет 87 человек, из них 43 мужчины (49,4 %) и 44 женщины (50,6 %).

## Достопримечательности
Водопад на Чаваньге — гидрологический памятник природы геоморфологического типа федерального значения в 17 км вверх по течению от села.

## Известные уроженцы
- Аграфена Матвеевна Крюкова (1855—1921) — русская народная сказительница.

## Галерея

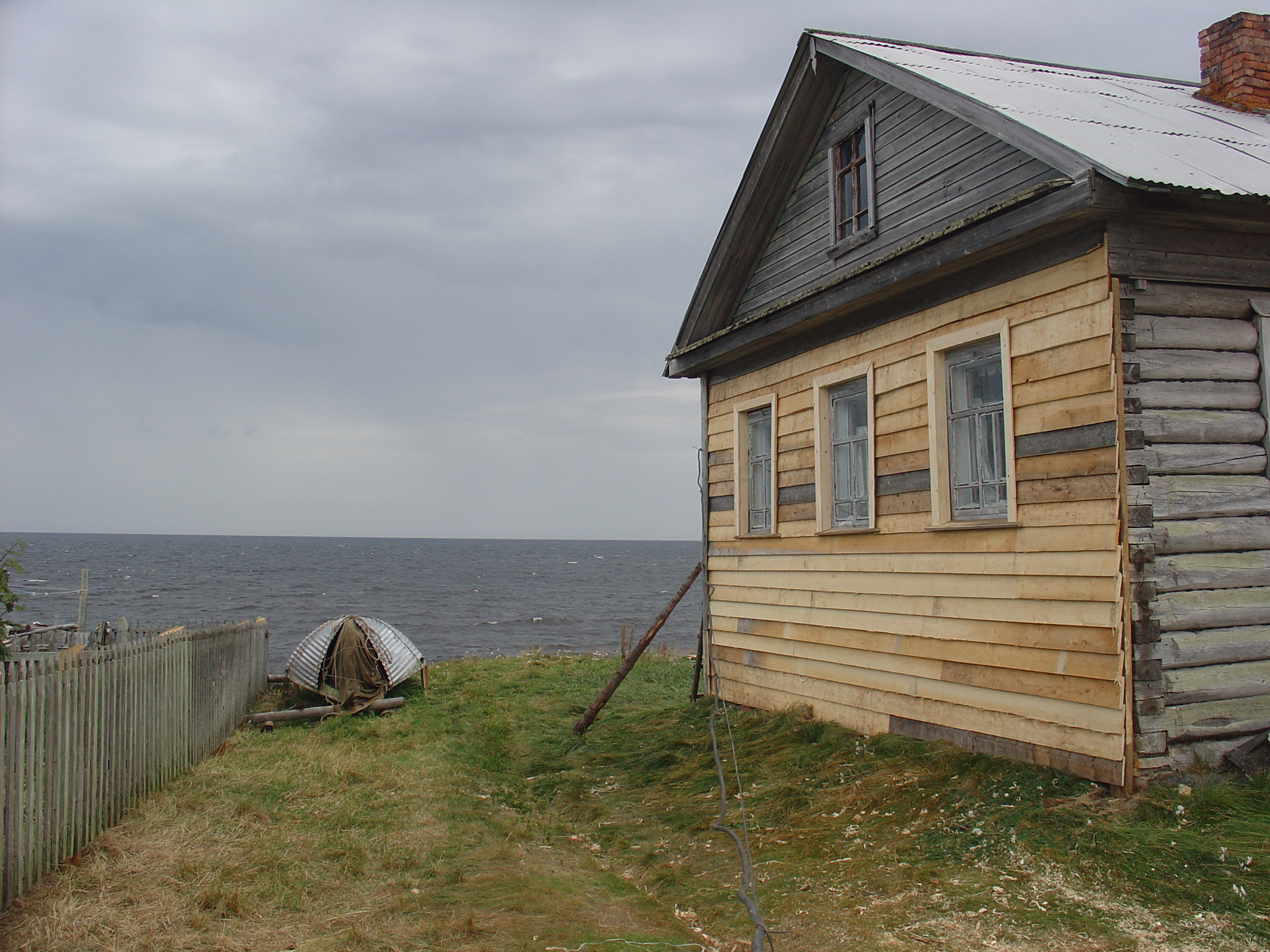
Дом в Чаваньге
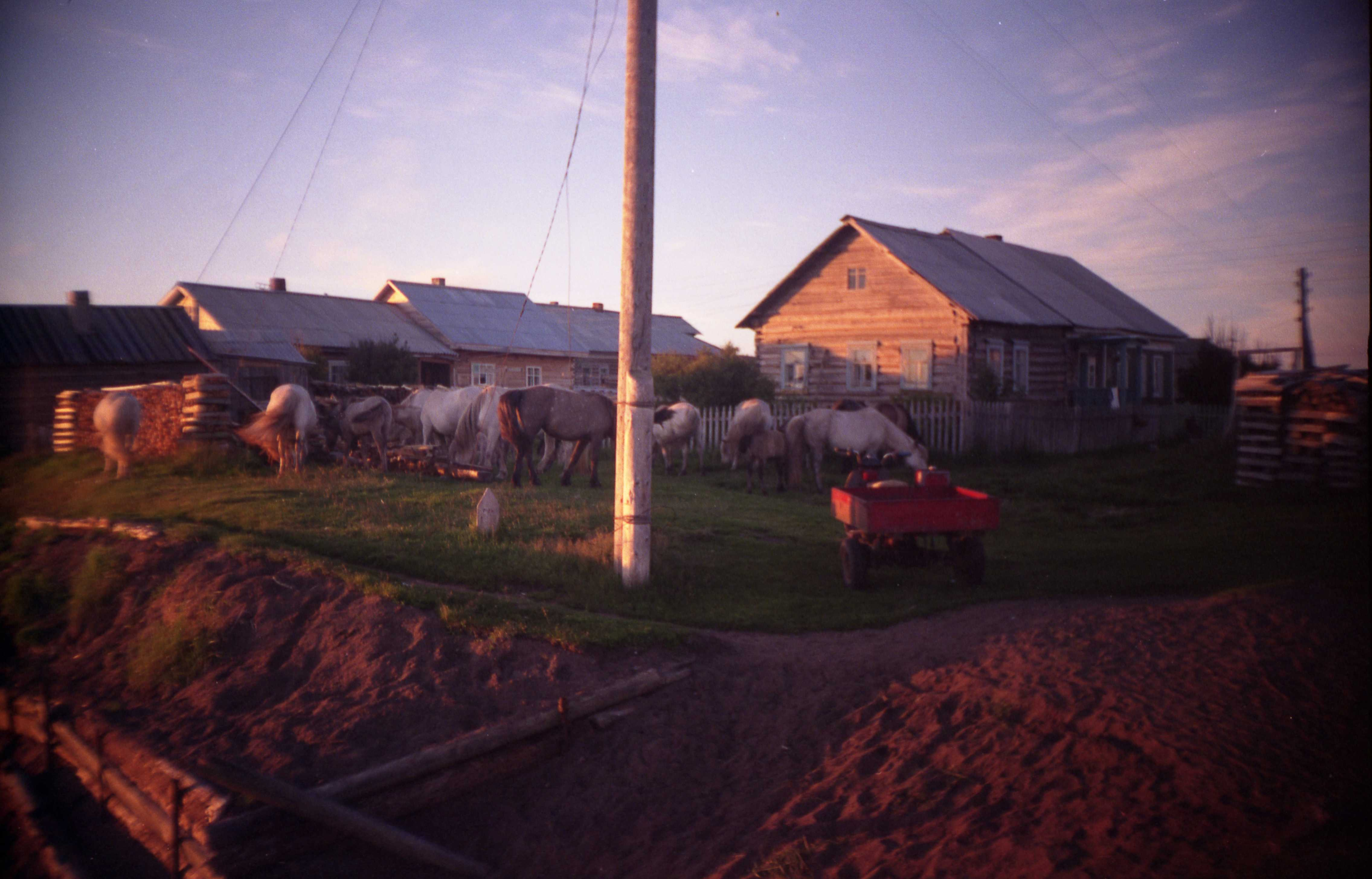
Табун диких лошадей
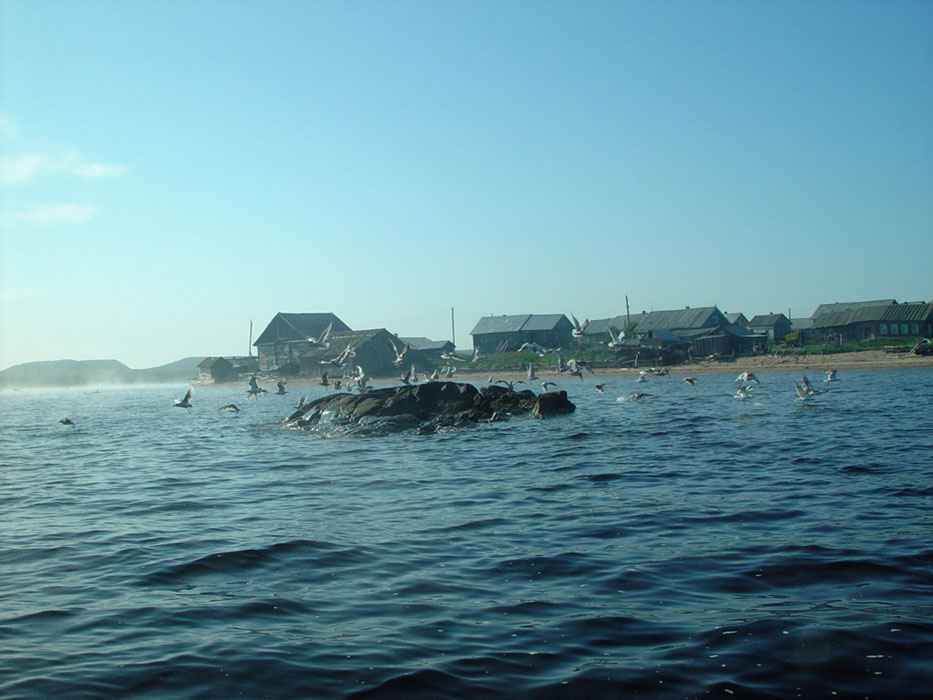
Вид на село с моря
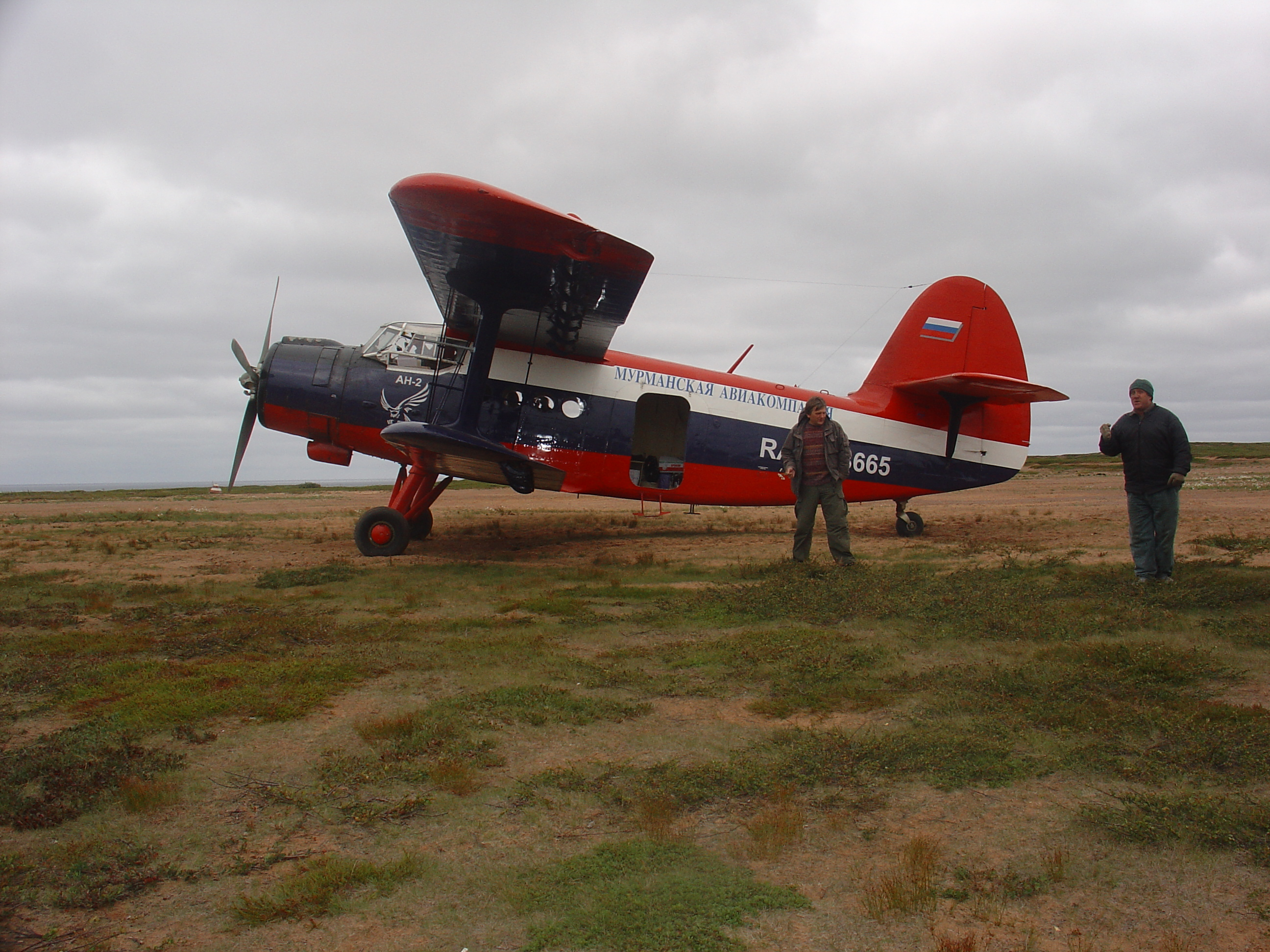
Местный аэропорт
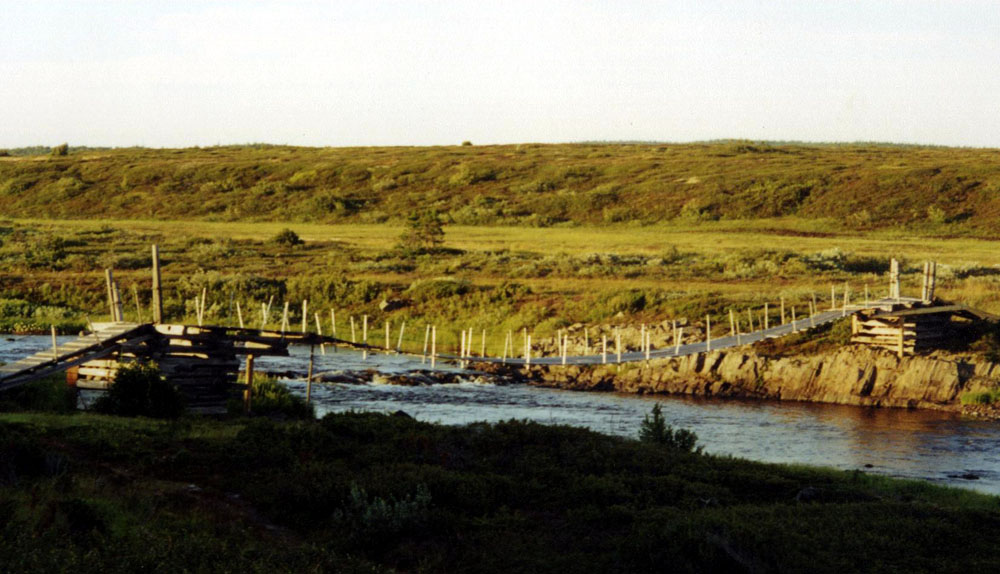
Подвесной мост через Чаваньгу